# Anna Edinger
Anna Edinger (geboren 17. Mai 1863 in Frankfurt am Main als Anna Goldschmidt; gestorben 21. Dezember 1929 in Oberursel) war eine deutsche Sozialpolitikerin, Frauenrechtlerin, Stifterin und Friedensaktivistin.

## Leben

### Kind und Jugend
Anna Edinger wuchs als ältestes Kind des Bankiers Benedikt Moritz Goldschmidt (1831–1906) und seiner Frau Pauline (geb. Jacobsen) in einer großbürgerlichen jüdischen Familie in Frankfurt am Main auf und war schon in ihrer Jugend naturwissenschaftlich interessiert. Die damaligen Konventionen ließen aber ein entsprechendes Studium einer Frau nicht zu. Durch die 1886 geschlossene Ehe mit dem Nervenarzt und Hirnforscher Ludwig Edinger konnte sie jedoch die selbstständig erworbenen Kenntnisse in die Forschungsarbeit ihres Mannes einbringen.

### Frauenrechtlerin und Friedensaktivistin
Anna Edinger engagierte sich überregional und regional für die jüdische Frauenbewegung, z. B. beim Bund deutscher Frauenvereine, dessen Vorstand sie von 1903 bis 1910 angehörte. Ein besonderer Fokus ihrer Arbeit lag auf Maßnahmen gegen die geschlechterspezifische Armut. Seit den 1890er Jahren arbeitete sie in der Kommunalpolitik und in Vereinen, vor allem für die Kinderfürsorge und die Bekämpfung der Tuberkulose, damals häufigste Todesursache. Sie koordinierte unter anderem den Stadtbund der Vereine für Armenpflege und Wohltätigkeit und war Gründungsmitglied im Institut für Gemeinwohl des Frankfurter Mäzens und Industriellen Wilhelm Merton. Im Jahr 1900 gehörte sie zu den Mitbegründern des Licht- und Luftbades am Mainufer in Sachsenhausen.
Im Juni 1904 leitete sie die III. Sektion Soziale Einrichtungen und Bestrebungen beim Internationalen Frauen-Kongress des Weltfrauenbundes (ICW) in Berlin.
Anna Edinger war eine von 28 Frauen aus Deutschland, die 1915 am Internationalen Frauenfriedenskongress in Den Haag teilnahmen. Sie boykottierte damit den Aufruf des Bundes deutscher Frauenvereine (BdF), der die militärische Mobilisierung in Deutschland unterstützte. Die darauffolgenden Ausgrenzungsversuche anderer weiblicher BdF-Mitglieder ihr gegenüber kommentierte sie mit den Worten: „[…] Es stehen sich, abgesehen von der grundsätzlichen Auffassung des Krieges, zwei Anschauungen gegenüber: die, dass Achtung vor Deutschland und innere Sicherheit nur durch ein gründliches Niederwerfen der Gegner zu erkämpfen ist; und die, dass je länger gekämpft wird, je schwerere Wunden geschlagen werden, desto schwerer es sein wird, zu einem Frieden zu kommen, der keinen Zündstoff für neue Kriege hinterlässt – dass Achtung vor Deutschland nicht durch das Schwert gewonnen oder befestigt werden kann.“

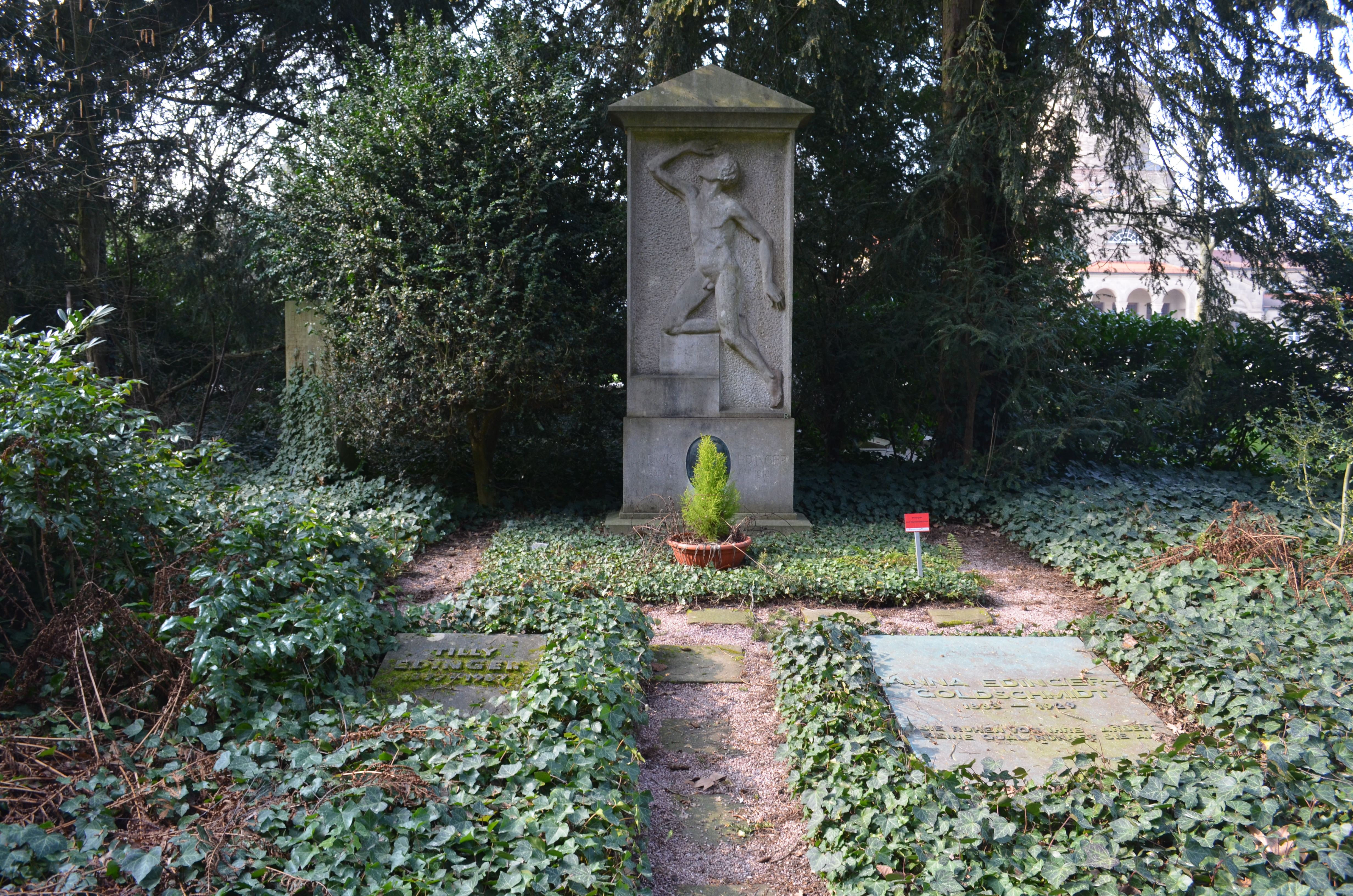
Familiengrabstätte auf dem Frankfurter Hauptfriedhof

Nach Kriegsende engagierte sich Edinger weiter in der Internationalen Frauenliga für Frieden und Freiheit. Sie blieb auch nach dem Krieg Vorsitzende des Verbands Frankfurter Frauenvereine.
Auch nachdem ihr Mann im Januar 1918 verstorben war, förderte sie weiterhin sein Werk. Durch die Erhöhung des Kapitals der nach ihrem Mann benannten Stiftung um eine Viertelmillion Reichsmark wurde sie so zu einer Stifterin der Frankfurter Universität, deren Institut für Neurologie sie maßgeblich finanzierte. 1928 bekam Edinger die Ehrenplakette der Stadt Frankfurt verliehen. 
Anna Edinger starb am 21. Dezember 1929 im Alter von 66 Jahren in Oberursel. Das Familiengrab befindet sich auf dem Frankfurter Hauptfriedhof (Gewann II GG 21).
Nach ihr und ihrem Mann ist der Edingerweg im Stadtteil Dornbusch benannt.

### Familie
Edinger hatte mit ihrem Ehemann Ludwig drei Kinder: den Nervenarzt und Soziologen Fritz Edinger (1888–1942), Dora Edinger (1894–1982), die spätere Ehefrau des Pharmakologen Werner Lipschitz, sowie die Paläontologin und Begründerin der Paläoneurologie Tilly Edinger (1897–1967).